# Yolaine Oddou
Yolaine Oddou (* 20. März 1990 in Apprieu) ist eine kanadische Biathletin.
Yolaine Oddou startet für Biathlon Courcelette und betreibt Biathlon seit 2003. In Presque Isle nahm sie 2006 an ihren ersten von fünf Biathlon-Weltmeisterschaften teil. Im Einzel wurde sie 21., im Sprint 29., 18. des Verfolgungsrennens und mit Megan Tandy und Audrey Attali Achte des Staffelrennens. In Ruhpolding wurde sie 2008 mit Audrey Vaillancourt und Tana Chesham erneut Achte des Staffelwettbewerbs, sowie 41. des Einzels, 17. des Sprints und 38. der Verfolgung. Am erfolgreichsten für Oddou wurden die Biathlon-Juniorenweltmeisterschaften 2009 im heimischen Canmore. Die Kanadierin gewann hinter Zhang Yan und Grace Boutot die Bronzemedaille im Einzel und wurde Elfte im Sprint und Sechste im Verfolger. Mit der Staffel kam sie mit Rose-Marie Côté und Chesham ebenfalls auf Rang sechs. Nach den guten Resultaten wurde sie zu Kanadas Biathletin des Jahres gewählt. Biathlon-Juniorenweltmeisterschaften 2010 wurde Oddou in Torsby 23. des Einzels, 31. des Sprints, 18. der Verfolgung und Staffel-Zehnte. Bei den kanadischen Juniorenmeisterschaften gewann sie alle drei Titel in Einzel, Sprint und Verfolgung. Im Jahr darauf kamen in Nové Město na Moravě die Platzierungen 13 im Einzel, 48 im Sprint, 39 in der Verfolgung und mit Vaillancourt und Emma Lunder acht im Staffelwettkampf der Junioren-WM hinzu. Im Rahmen der Kanadischen Meisterschaften 2011 in Charlo gewann Oddou erneut alle drei Titel in Einzel, Sprint und Verfolgung der Juniorenrennen, einzig im Mixed-Staffelrennen wurde sie mit der Vertretung Quebec I an der Seite von Vincent Blais und Maxime Viger hinter der Staffel aus Alberta I Zweite.
Seit der Saison 2011/12 nimmt Oddou an Rennen des IBU-Cups der Frauen teil. Bei ihrem ersten Einzel in Ridnaun gewann die Kanadierin als 19. eines Einzels schon in ihrem ersten Rennen Punkte. In einem weiteren Einzel in Forni Avoltri verbesserte sie ihr bestes Ergebnis bis auch einen 14. Rang. Mit der Staffel verpasste Oddou in Haute-Maurienne als Viertplatzierte mit Melanie Schultz, Claude Godbout und Rosanna Crawford im Staffelrennen eine erste Podiumsplatzierung. Im Biathlon-NorAm-Cup der Saison erreichte sie kurz darauf hinter Godbout mit einem zweiten Platz im Sprint von La Patrie ihre erste Podiumsplatzierung.